# Digi+Phonics
Digi+Phonics é uma equipe americana de produção musical de hip hop da Califórnia, Estados Unidos, composta pelos produtores Tae Beast, Sounwave, Dave Free e Willie B. Seus trabalhos incluem colaborações com Kendrick Lamar, Jay Rock, ScHoolboy Q e Ab-Soul. Sounwave, um dos produtores do grupo, recebeu indicação ao Óscar 2019 na categoria de Melhor Canção Original por "All the Stars".